# جوليانو موديكا
جوليانو موديكا (بالألمانية: Giuliano Modica)‏ هو لاعب كرة قدم ألماني في مركز قلب الدفاع، ولد في 12 مارس 1991 في قرطبة في الأرجنتين. لعب مع دينامو درسدن وكيكرز أوفنباخ ونادي كايزرسلاوترن.

## وصلات خارجية
- جوليانو موديكا على موقع قاعدة بيانات كرة القدم.إي يو (الإنجليزية)
- جوليانو موديكا على موقع بيانات كرة القدم. دي إي (الألمانية)
- جوليانو موديكا على موقع Soccerway.com (الإنجليزية)
- جوليانو موديكا على موقع عالم كرة القدم.نت (الإنجليزية)